# Touch the Sky
Touch the Sky is een single van de Amerikaanse rapper Kanye West met de eveneens Amerikaanse rapper Lupe Fiasco uit 2006. Het stond in 2005 als derde track op het album Late Registration, waarvan het de vierde single van was, na Diamonds from Sierra Leone, Gold Digger en Heard 'Em Say.

## Achtergrond
Touch the Sky is geschreven door Curtis Mayfield, Justin Smith, Kanye West en Wasalu Muhammed Jaco en geproduceerd door Just Blaze. Het lied samplet de blazer van het nummer Move On Up van Curtis Mayfield, waardoor hij ook gecrediteerd staat als schrijver voor Touch The Sky. Het nummer betekende de doorbraak van Lupe Fiasco. Het lied is vooral bekend door zijn videoclip, waarin Kanye West en Pamela Anderson spelen. West zou later vertellen dat hij al zijn geld in het maken van de videoclip had gestoken, ondanks dat er al een videoclip was gemaakt die was gefinancierd door Def Jam. Hij vond de eerste videoclip simpelweg niet leuk. De clip is een parodie op een stunt van Evel Knievel, maar nu met Evel Kanyevel. De clip was genomineerd voor beste video clip bij de MTV Europe Music Awards, maar deze werd gewonnen door We Are Your Friends van Justice met Simian. West was zo overtuigd dat zijn videoclip het beste was, dat hij op het podium boos werd en een tirade hield waarom zijn clip had moeten winnen. In de hitlijsten was het lied een matig succes. De hoogste positie werd behaald in het Verenigd Koninkrijk, waar het tot de zesde plek kwam. In België kwam het niet in een hitlijst, terwijl het in Nederland kwam tot een bescheiden 64e positie in de Single Top 100 en een zevende plaats in de Tipparade.